# 平開窗

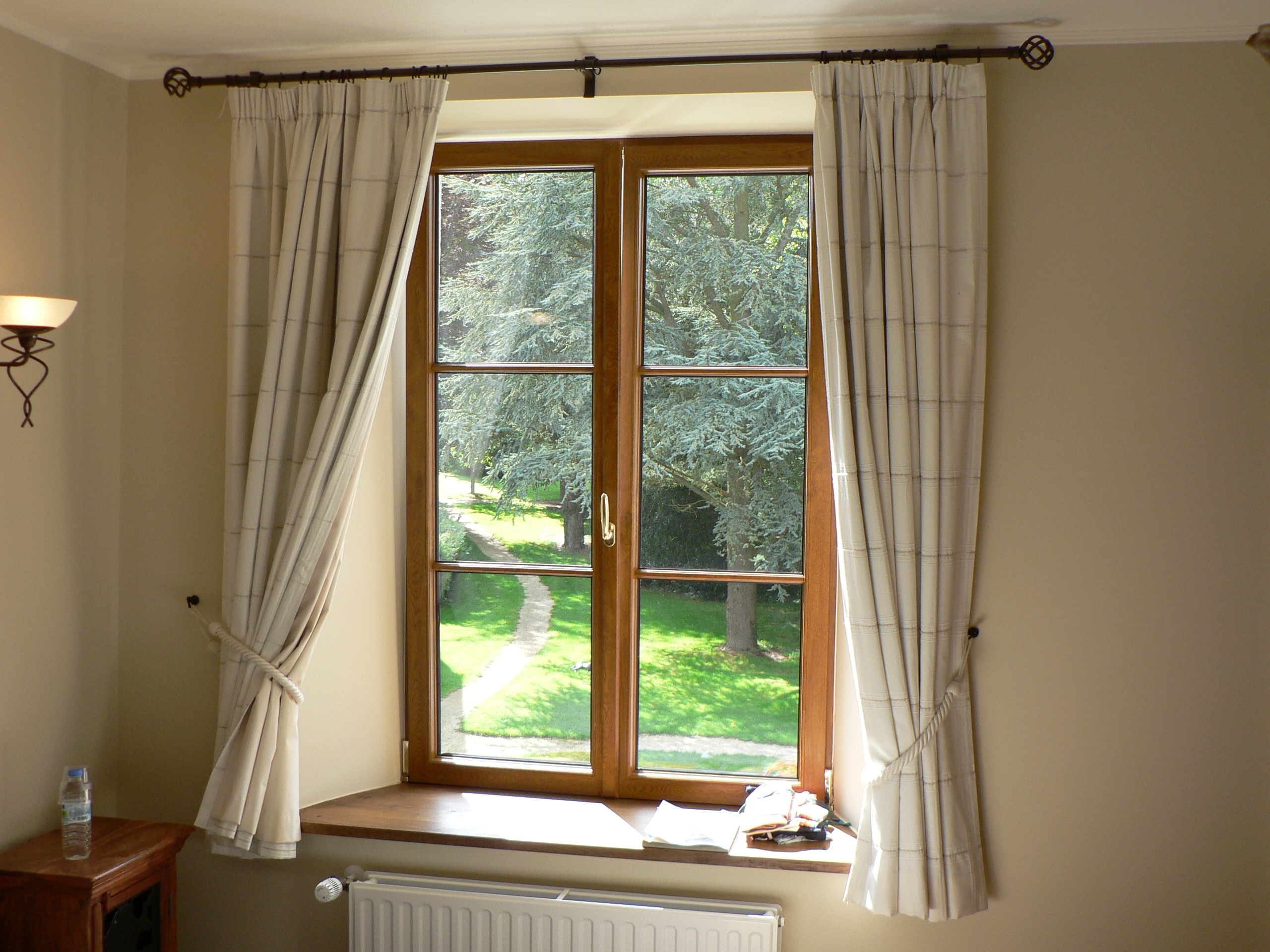
平开窗

平开窗（英語：casement window）是一種窗戶，該窗戶的一側會通過一个或多个铰链与窗框相连。窗框內可以安裝一扇平开窗或兩扇對開的平開窗。平开窗通常使用平开窗撑（英語：casement stay）保持打开状态。顶部铰接的窗户称为上悬窗，底部铰接的窗户称为下悬窗。

## 历史
在英国，平开窗在推拉窗问世之前很常见。它们通常是带铅玻璃的金属窗，铅玻璃指的是用被称为框的铅条固定的玻璃板（铅玻璃不应与带铅玻璃相混淆，后者指的是玻璃本身的制造）。这些平开窗通常在侧面铰接，并向内打开。
维多利亚时代的初期，窗和窗框都是由木材整体建造的。窗户被功能性的外部百叶窗覆盖，向外打开。在许多欧洲国家，平开窗及其变体仍然是常态。
它们有时用曲柄、杠杆或凸轮把手打开，这种把手放在手的高度左右或底部，作为窗户的锁。当窗户向外打开时，曲柄、支架或摩擦铰链是必要的，以便在有风的情况下保持窗户的位置。通常，玻璃板安装在槽口框架中，并用斜面腻子或玻璃化合物密封以固定玻璃。

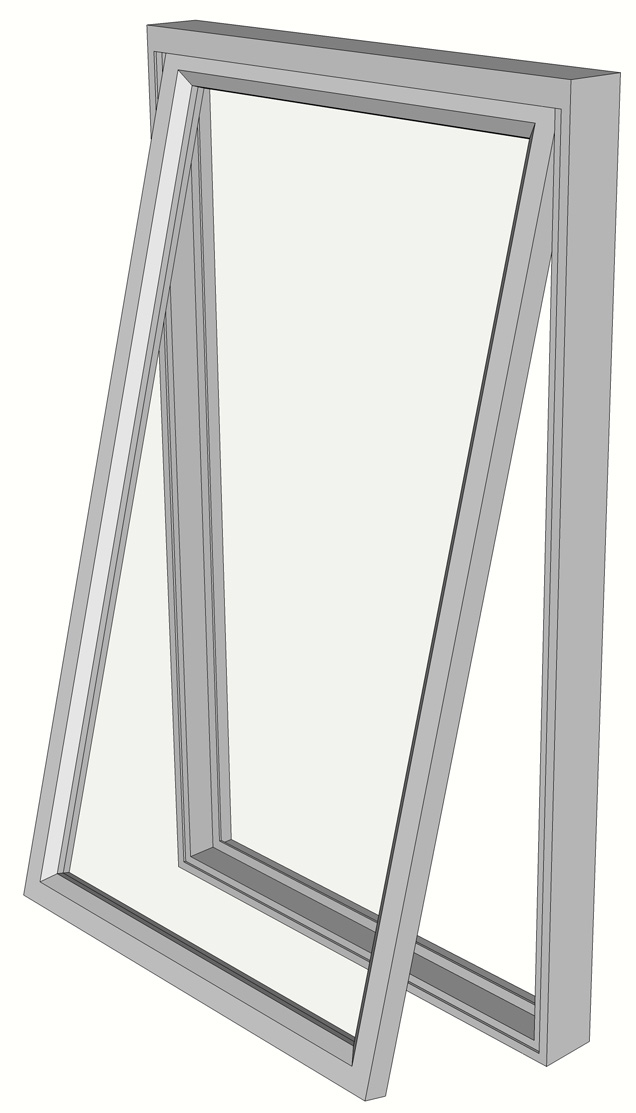
上悬窗的3D模型

平开窗的铰链使用以下缩写表示： FCL 指的是左悬窗，其中铰链位于左侧，锁闭位于右侧。 FCR 是右悬窗，铰链在右侧，锁闭在左侧。 这些定义适用于从外部（“从路边”或 FC）观察的窗户。 在某些国家/地区，平开窗的建筑图显示虚线三角形，三角形的铰链边由三角形的点标识（例如美国），而在其他国家/地区，它们指向杠杆，显示打开的窗户的简化透视图（例如匈牙利，德国 )。此外，在一些国家（例如匈牙利、德国），图表还区分了向内（虚线）或向外（实线）打开的窗户。 FCL 窗口有一个指向左边的三角形； FCR 窗口有一个指向右侧的三角形。 平开窗设计还有助于提高清洁能源效率。

## 能源效率和自然通风
平开窗，包括上悬和下悬，”通常比推拉窗的通风率低，因为窗扇是通过压住窗框来关闭的“。
平开窗也是被动通风策略的绝佳选择，尤其是在炎热的气候下。与带固定扇的平开窗相比，平开窗可以对通风进行更多控制。它们可以用铰链向外打开，并有一定的角度，以便将微风引入建筑物。